# Kamil Rzetelski
Kamil Wiktor Rzetelski (ur. 12 września 1996 we Wrocławiu) – polski niepełnosprawny pływak, medalista mistrzostw świata i Europy, uczestnik Letnich Igrzysk Paraolimpijskich 2016.

## Życiorys
Kamil posiada dużą wadę wzroku. W wieku ośmiu lat został zaproszony na treningi sekcji pływackiej Wojewódzkiego Zrzeszenia Sportowego Niepełnosprawnych „Start”. Od tej chwili pływanie stało się jego pasją.
W 2018 roku zdobył srebrny i brązowy medal mistrzostw świata rozegranych w Meksyku w konkurencjach odpowiednio na 50 i 100 metrów stylem dowolnym (S13). W pierwszej z nich ustanowił nowy rekord Polski z wynikiem 25,58 sekund. Następnego roku podczas mistrzostw Europy dwukrotnie zdobył brązowe medale na 50 metrów stylem dowolnym (S13) i 100 metrów stylem motylkowym (S13), poprawiając swoje rekordy życiowe.

## Wyniki
| Rok  | Zawody                   | Miejscowość    | Konkurencja                    | Wynik         | Pozycja     |
| ---- | ------------------------ | -------------- | ------------------------------ | ------------- | ----------- |
| 2016 | Mistrzostwa Europy       | Funchal        | 50 m stylem dowolnym (S13)     | 26,44 (el.)   | 11. miejsce |
| 2016 | Mistrzostwa Europy       | Funchal        | 100 m stylem dowolnym (S13)    | 57,88 (el.)   | 17. miejsce |
| 2016 | Mistrzostwa Europy       | Funchal        | 100 m stylem grzbietowym (S13) | 1:14,98       | 8. miejsce  |
| 2016 | Mistrzostwa Europy       | Funchal        | 100 m stylem motylkowym (S13)  | 1:03,41 (el.) | 11. miejsce |
| 2016 | Mistrzostwa Europy       | Funchal        | 100 m stylem klasycznym (SB13) | 1:14,25       | 6. miejsce  |
| 2016 | Mistrzostwa Europy       | Funchal        | 200 m stylem zmiennym (SM13)   | 2:27,60 (el.) | 13. miejsce |
| 2016 | Igrzyska paraolimpijskie | Rio de Janeiro | 50 m stylem dowolnym (S13)     | 26,09 (el.)   | 14. miejsce |
| 2016 | Igrzyska paraolimpijskie | Rio de Janeiro | 100 m stylem dowolnym (S13)    | 58,20 (el.)   | 20. miejsce |
| 2016 | Igrzyska paraolimpijskie | Rio de Janeiro | 100 m stylem motylkowym (S13)  | 1:02,73 (el.) | 15. miejsce |
| 2016 | Igrzyska paraolimpijskie | Rio de Janeiro | 100 m stylem klasycznym (SB13) | 1:14,62 (el.) | 10. miejsce |
| 2017 | Mistrzostwa świata       | Meksyk         | 50 m stylem dowolnym (S13)     | 25,58         | 2. miejsce  |
| 2017 | Mistrzostwa świata       | Meksyk         | 100 m stylem dowolnym (S13)    | 57,44         | 3. miejsce  |
| 2017 | Mistrzostwa świata       | Meksyk         | 100 m stylem klasycznym (SB13) | 1:15,52       | 4. miejsce  |
| 2017 | Mistrzostwa świata       | Meksyk         | 200 m stylem zmiennym (SM13)   | 2:31,83 (el.) | 6. miejsce  |
| 2018 | Mistrzostwa Europy       | Dublin         | 50 m stylem dowolnym (S13)     | 25,61         | 3. miejsce  |
| 2018 | Mistrzostwa Europy       | Dublin         | 100 m stylem dowolnym (S13)    | 56,46         | 5. miejsce  |
| 2018 | Mistrzostwa Europy       | Dublin         | 100 m stylem motylkowym (S13)  | 1:00,42       | 3. miejsce  |
| 2019 | Mistrzostwa świata       | Londyn         | 50 m stylem dowolnym (S13)     | 25,64         | 8. miejsce  |
| 2019 | Mistrzostwa świata       | Londyn         | 100 m stylem dowolnym (S13)    | 57,73 (el.)   | 10. miejsce |
| 2021 | Mistrzostwa Europy       | Madera         | 50 m stylem dowolnym (S13)     | 25,25         | 6. miejsce  |
| 2021 | Mistrzostwa Europy       | Madera         | 100 m stylem dowolnym (S13)    | 55,98         | 6. miejsce  |